# Parque provincial Kilby
El parque provincial Kilby es un parque provincial localizado en British Columbia, Canadá. El parque se encuentra en Harrison Mills, en el río con vistas a Harrison Harrison Bay, en el Alto Valle de Fraser, al suroeste de la Columbia Británica. Se compone de tres hectáreas, con 22 sitios de campamentos. El parque cuenta con una playa de arena y la migración de cisnes.

## Historia
El parque es un sitio vivo de la historia del Valle de Fraser. La finca de tres hectáreas patrimoniales que incluye un museo, un hotel y una oficina de correos, así como intérpretes disfrazados, simpáticos animales de granja y un patio de recreo.
Thomas y Kilby Eliza convirtieron el sitio en un almacén de ramos en 1906. Su hijo, Acton, tomó las riendas en 1922 y heredó la tienda cuando Thomas murió en 1928. Él y su esposa Jessie continuarían para operar y administrar el almacén hasta 1977. En 1926, los automóviles comenzaron a aparecer en Harrison Mills, y los Kilbys instalaron por gravedad las bombas de gas que sirvieron a los viajeros hasta 1977.
Situado en una llanura de inundación, el almacén general y otros edificios fueron elevadas y conectadas con pasarelas. Hoy en día, los visitantes pueden ver una interesante galería de productos de la tienda y disfrutar de primera mano con la participación de los artefactos fascinantes de la finca y su ganado, además cuenta con senderos naturales y una rampa para embarcaciones.